# ウォーハント 魔界戦線
『ウォーハント 魔界戦線』（ウォーハント まかいせんせん、原題：Warhunt）は、2021年制作のアメリカ合衆国のホラー映画。ミッキー・ローク主演。

## あらすじ
第二次世界大戦末期、ドイツの森に墜落した輸送機捜索のため森に入ったアメリカ兵たちが、奇怪な現象に襲われる。

## キャスト
※括弧内は日本語吹替。
- ジョンソン少佐：ミッキー・ローク（平林剛）
- ブリュアー軍曹：ロバート・ネッパー（裕樹）
- ウォルシュ：ジャクソン・ラスボーン（赤坂柾之）
- ヴェネフィカ：アグラヤ・タラーソヴァ（川岸上子）
- ストレア：アンナ・パリガ（川岸上子）
- ロー・スタッセン
- ポリーナ・プシュカレヴァ・ニオリー